# Gougane Barra
Gougane Barra (in irlandese: Guagán Barra; letteralmente "la spaccatura rocciosa di Barra") è un insediamento situato sulle Shehy della contea di Cork, in Irlanda. Situata vicino a Ballingeary, è attraversata dal fiume Lee e comprende un lago con un oratorio costruito su un isolotto. Inoltre è presente un parco forestale.
Guagán Barra deve il suo nome a san Findbar (o Barra), che secondo la leggenda si dice abbia costruito un monastero sull'isola nel lago durante il VI secolo. Le attuali rovine dell'eremo risalgono al 1700 circa, quando un prete chiamato Denis O'Mahony si ritirò sull'isola. Durante i tempi delle leggi penali, la lontananza di Gougane Barra fece sì che diventasse un luogo popolare per la celebrazione della messa cattolica romana. L'oratorio ottocentesco che sorge vicino all'originario eremo è famoso per la sua posizione pittoresca e per gli interni riccamente decorati ed è un luogo popolare per gli scatti delle fotografie di matrimonio. L'oratorio di St Finbar è la destinazione finale del Pilgrim Paths of Ireland, un percorso che attraversa cinque monumenti storici e inizia dal St Finbar's Pilgrim Path, da Drimoleague a 35 chilometri di distanza.